# 林信光
林 信光（はやし のぶみつ、1957年5月11日 - ）は、日本の元財務官僚、第45代国税庁長官。
京都府出身。洛星高等学校を経て、1980年 東京大学法学部卒業、大蔵省入省（国際金融局総務課）。上司には総務課長に宮本一三、総務課長補佐（企画調整・渉外担当）に潮明夫がいた。1982年 国際通貨基金派遣。1985年7月 浜田税務署長。
1986年7月 国税庁長官官房総務課国際業務室課長補佐、1988年 大臣官房秘書課長補佐（財務官室担当）、1989年 主計局法規課長補佐、1990年 主計局主計官補佐（経済協力第二係）、1991年 主計局主計官補佐（郵政係）、1993年 国際金融局国際機構課長補佐（総括・企画担当）、1995年 大臣官房文書課長補佐兼大臣官房文書課法令審査室長、1996年7月 大臣官房企画官兼大臣官房文書課。
1997年7月17日 山形県総務部長、2000年7月 主計局共済課長、2001年1月6日 財務省大臣官房付、2003年7月 主計局主計官（公共事業総括担当）、2005年7月 大臣官房参事官（大臣官房担当）。高額の予算を扱う花形ポストである公共事業総括担当主計官からの異動となった。一般的には大臣官房担当の参事官は待機ポストとされ、官僚にとっては「次の異動までの束の間の骨休め」となるところだが、林には政策金融改革問題に財務省が対応する際の基本的戦略の構築が託されたという。2006年7月28日 大臣官房総合政策課長、2007年7月10日 大臣官房文書課長、同年9月26日 福田康夫内閣総理大臣秘書官（事務担当）、2008年9月24日 大臣官房参事官（副財務官、大臣官房担当）、2010年7月30日 国際復興開発銀行理事、2012年8月17日 財務総合政策研究所長、2013年3月29日 理財局長（6月28日まで財務総研所長兼務）を経て、2014年7月4日 国税庁長官。2015年7月7日 退官。
2016年6月 国際協力銀行代表取締役専務取締役。2018年6月 国際協力銀行代表取締役副総裁。
2022年5月 国際協力銀行代表取締役総裁。

## 同期入省
- 高橋洋一（嘉悦大学教授、内閣官房参与（経済･財政政策担当））
- 岸本周平（経済産業大臣政務官兼内閣府大臣政務官（経済財政政策、国家戦略等担当）、理財局国庫課長）
- 後藤茂之（厚生労働大臣、法務副大臣）
- 寺田稔（総務副大臣、内閣府副大臣、内閣府政策統括官付参事官（経済財政担当））
- 枝廣直幹（福山市長、近畿財務局長）
- 佐藤慎一（財務事務次官、主税局長、大臣官房長、大臣官房総括審議官）
- 稲垣光隆（公益財団法人金融情報システムセンター理事長、国税庁長官、関税局長）
- 山崎達雄（財務官、国際局長、国際局次長）
- 森信親（金融庁長官、金融庁監督局長、金融庁検査局長、金融庁総務企画局総括審議官）
- 西村善嗣（東京国税局長、国税庁次長）

## 著作
- 林信光編著『図説 日本の財政（平成19年度版）』東洋経済新報社、2007年08月10日、ISBN：9784492031841